# 松尾トシ子

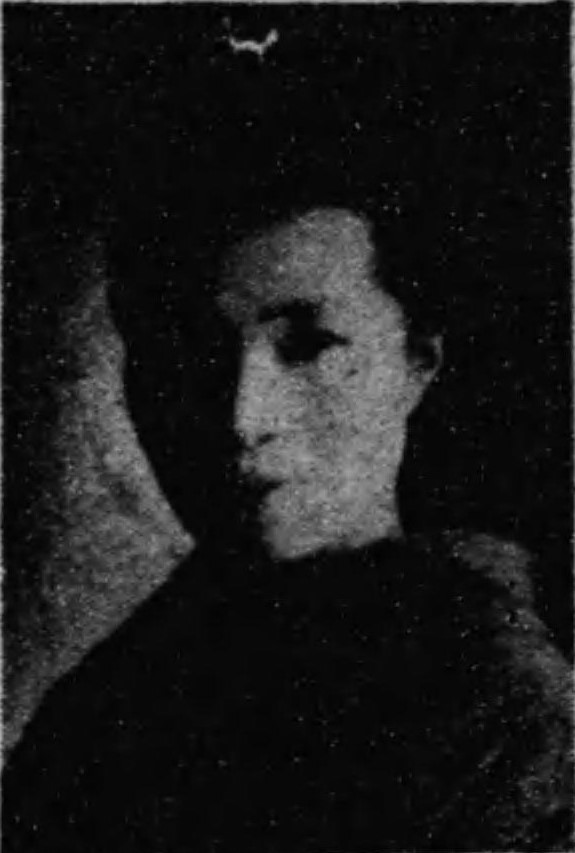
松尾トシ子

松尾 トシ子（まつお トシこ、1907年（明治40年）7月14日 – 1993年（平成5年）6月3日）は、日本の政治家、衆議院議員（6期）。旧姓斎藤。

## 来歴
神奈川県横浜市出身。フェリス和英女学院から日本女子大学を経て、サンモール学院卒。横浜YMCAで英語教師を務め、横浜印書学校（のち日本女子英学院）を創立し、院長となる。
1946年の第22回衆議院議員総選挙に日本社会党公認で神奈川県（大選挙区制、全県一区）から立候補して初当選、以後6期当選した。在職中の1949年日本大学法文学部を卒業した。党内では中央執行委員や代議士会副会長などを歴任した。その後は民主社会党に移ったが、1960年の第29回衆議院議員総選挙で落選した。落選後は自由民主党に入り、県連相談役となった。
このほか横浜市民信用組合理事長、神奈川県信用保険協会、県経済委員会各理事、県主婦連盟会長、松尾興産（株）、松栄開発（株）各社長などを務めた。

## 親族
- 夫 松尾常一（横浜市議、神奈川県議）